# 피에르 카르티에
피에르 에밀 장 카르티에(프랑스어: Pierre Émile Jean Cartier IPA: [pjɛʁ emil ʒɑ̃ kaʁtje], 1932–)는 프랑스의 수학자다. 대수기하학, 표현론, 범주론 등에 기여하였다. 니콜라 부르바키의 회원이었다.

## 생애
1932년 프랑스 스당에서 태어났다. 앙리 카르탕과 로랑 슈바르츠, 앙드레 베유 밑어서 공부하였고, 1958년에 대수기하학에 대한 논문으로 박사 학위를 수여받았다. 유한 표수 p에 대한 카르티에 연산자를 도입하였고, 또 카르티에 인자를 도입하였다.

## 같이 보기
- 디외도네 환